# 索诺木喇布斋根敦
索诺木喇布斋根敦（？—1837年），蒙古族，伊克昭盟鄂尔多斯右翼中旗人，鄂尔多斯右翼中旗札萨克多罗贝勒，后任伊克昭盟盟长兼鄂尔多斯济农。

## 生平
1798年，索诺木喇布斋根敦继袭鄂尔多斯右翼中旗札萨克多罗贝勒。1815年，索诺木喇布斋根敦任伊克昭盟盟长，1816年兼鄂尔多斯济农。1837年，索诺木喇布斋根敦逝世。